# 검은날개박쥐
검은날개박쥐 또는 날쌘과일박쥐(Thoopterus nigrescens)는 큰박쥐과에 속하는 박쥐의 일종이다. 검은날개박쥐속(Thoopterus)의 유일종이지만, 더 많은 종이 존재할 가능성도 있다. 인도네시아 술라웨시섬과 인근 섬에서 발견된다.